# 商博良中学
商博良中学（Lycée Champollion）是法国格勒诺布尔的一所中等和高等教育机构，位于拉封丹路（Cours Lafontaine）1号，距离维克多·雨果广场（Place Victor Hugo）一个街区。
商博良中学以大学校预科班的质量著称，使其成为多菲内和薩伏依精英阶层的传统学校。
2017年，商博良中学的高一（seconde）有350名学生，高二（Première）有256人, 高三（Terminale）有232人，大学校预科班有982人。
这是格勒诺布尔的第二所中学，仅次于司汤达中学（lycée Stendhal），语言学家让-弗朗索瓦·商博良就是在那里接受教育。1880年，该市决定建造第二所中学，以语言学家商博良命名。校园由建筑师 Joseph Auguste Émile Vaudremer 设计，完成于1887年10月。

## 学习的语言
- 德语
- 英语
- 西班牙语
- 意大利语

## 选修课程
- 希腊语
- 拉丁语
- 造型艺术
- 音乐